# Юзефович Наталія Володимирівна
Ната́лія Володи́мирівна Юзефо́вич (10 червня 1932 року, Київ — 26 вересня 2009 року, Кременчук) — українська художниця в жанрі соцреалізму. Працювала у галузі станкового живопису. Майстер ліричного пейзажу, натюрморту і портретів. Член Національної спілки художників України.

Донька, Наталія Миколаївна Бондаренко (Natalia Bondarenko), народилася в 1961 році, а в 1990 році переїхала в Італію, де вона живе до сих пір.
Картинна галерея Наталії Юзефович є центром культурного життя правобережжя Кременчука. Для відвідувачів галерея була відкрито 23 серпня 2002 р Основними напрямками роботи галереї є виставкова та культурно-освітня діяльність. Картинна галерея є художнім музеєм, який налічує три експозиційні зали. У двох залах галереї експонуються роботи яскравою, самобутньою художниці — Наталії Володимирівни Юзефович. Це пейзажі, натюрморти, портрети та сюжетні полотна.
Наталія Володимирівна Юзефович (10.06.1932 р — 26.09.2009 р) — Член Національної Спілки художників України з 1961 року. Брала участь в більш ніж 70 виставках різного рангу, 10 з них — персональні. Найважливіша подія в житті художниці — відкриття картинної галереї її імені. Наталія Володимирівна подарувала рідному місту 167 своїх найкращих творів. Керівництво міста відгукнулося на цей щедрий дар і завдяки цій співпраці мешканці і гості міста Кременчука мають можливість милуватися прекрасними полотнами талановитої художниці. Наталя Юзефович — майстер ліричного пейзажу, живописного натюрморту, неповторних портретів, одна з найкращих колористів свого часу. Вона мала тверде переконання, що твори художника повинні мати національні риси. Додавши до цього любов й розуміння народного мистецтва України, художниця знайшла для свого стилю тільки їй властиве світовідчуття, яке дало її творам декоративність, багатство колористичних гам та духовність. Твори художниці визнані народом і її ім'я відоме далеко за межами України.
Експозиція творів М. Юзефович оновлюється двічі, тричі на рік. Крім популяризації творчості Н. В. Юзефович в галереї проходять персональні та колективні виставки художників, фотографів та майстрів декоративно-прикладного мистецтва, які спрямовані на виявлення нових імен, на відродження й популяризацію народного мистецтва і формування естетичних смаків населення. В середньому таких виставок проходить 6-8 на рік. Також в галереї проводяться тематичні міні-виставки дитячих робіт. Таким чином галерея сприяє розвитку дитячої художньої творчості, розкриттю творчої індивідуальності дітей. Важливою ділянкою роботи є екскурсійне обслуговування відвідувачів. В рамках виставок, що проходять в галереї, для учнів і студентів міста проводяться лекції, зустрічі з художниками, майстер-класи.

## Життєпис
Народилась Наталя Юзефович 10 червня 1932 року у Києві, на Андріївському узвозі. Її батько, Володимир Юзефович, був освіченою людиною, закінчив Полтавську духовну семінарію, Далекосхідний інститут та Московський інститут іноземних мов, вільно володів 7 мовами, був мистецтвознавцем і художником, членом Союзу художників України. Мати Ніна була лікарем-фтизіатром, гарно малювала та писала вірші. Зі спогадів Наталі відомо, що в їхній сім'ї були гарні стосунки. Щоб уникнути конфліктів, вони починали спілкувалися іноземними мовами, декламували вірші та римували свої думки, а також регулярно разом проводили вихідні на природі.
Закінчила Київську художню школу ім. Т.Г. Шевченка. Впродовж 1950-1957 рр. навчалася у Харківському державному художньому інституті на відділенні станкового живопису, закінчивши який вона єдиною зі свого курсу взяла участь у республіканській художній виставці. На ній вона представила свої дипломні роботи – «Влітку» та «Восени у Ботанічному саду».
У тому ж, 1957 році, після навчання була направлена в один з колгоспів в Карпатах зобразити передовичок виробництва. 
Там трапилася історія, яка допомагає нам краще зрозуміти характер художниці. Одного разу, коли Наталя малювала колгоспниць за працею, вона спиною відчула тривогу позаду себе, обернувшись, побачила, що на неї суне здоровенний бугай, який невідомим чином відіпнувся. У цей час на фермі не було жодного чоловіка і дівчата кинулись на всі боки, шукаючи, чим би відігнати бика. Повернувшись з вилами та палицями, вони побачили, що Наталя, своїм тілом захищаючи картину, дивиться тварині у вічі так, що той не витримав і відступився.
Попри те, що молодість художниці припала на складні часи в мистецтві, коли митці були змушені працювати в жанрі соцреалізму, вона вміло і тонко відображала у своїх роботах національний колорит. В цей період багато працювала і брала участь в більш ніж 70 виставках різного рангу, 10 з них - персональні. І саме в цей час, у 1961 році, її приймають до Спілки художників України. 
У 1971 Наталія Володимирівна переїхала до Кременчука, де жила й працювала майже сорок років. Тематика Кременчука була для неї близькою. Зі спогадів знайомих і друзів любленим місцем художниці був придніпровський парк, у якому вона могла малювати навіть в зливу прикриваючись парасолькою.
З приходом незалежності і відміною цензури у 90-х, 2000-х роках, в її роботах з'являється символізм та християнські мотиви. У 2002 році відкриває картинну галерею та дарує місту 150 своїх найкращих робіт.
У 2009 році Наталія померла. За життя вона написала близько 800 робіт, які зараз зберігаються в Івано-Франківському, Тернопільському краєзнавчих музеях, Полтавському художньому музеї, Кременчуцькій міській художній галереї та багатьох приватних колекціях України, Росії, США, Канади, Німеччини, Італії, Франції.